# Ally

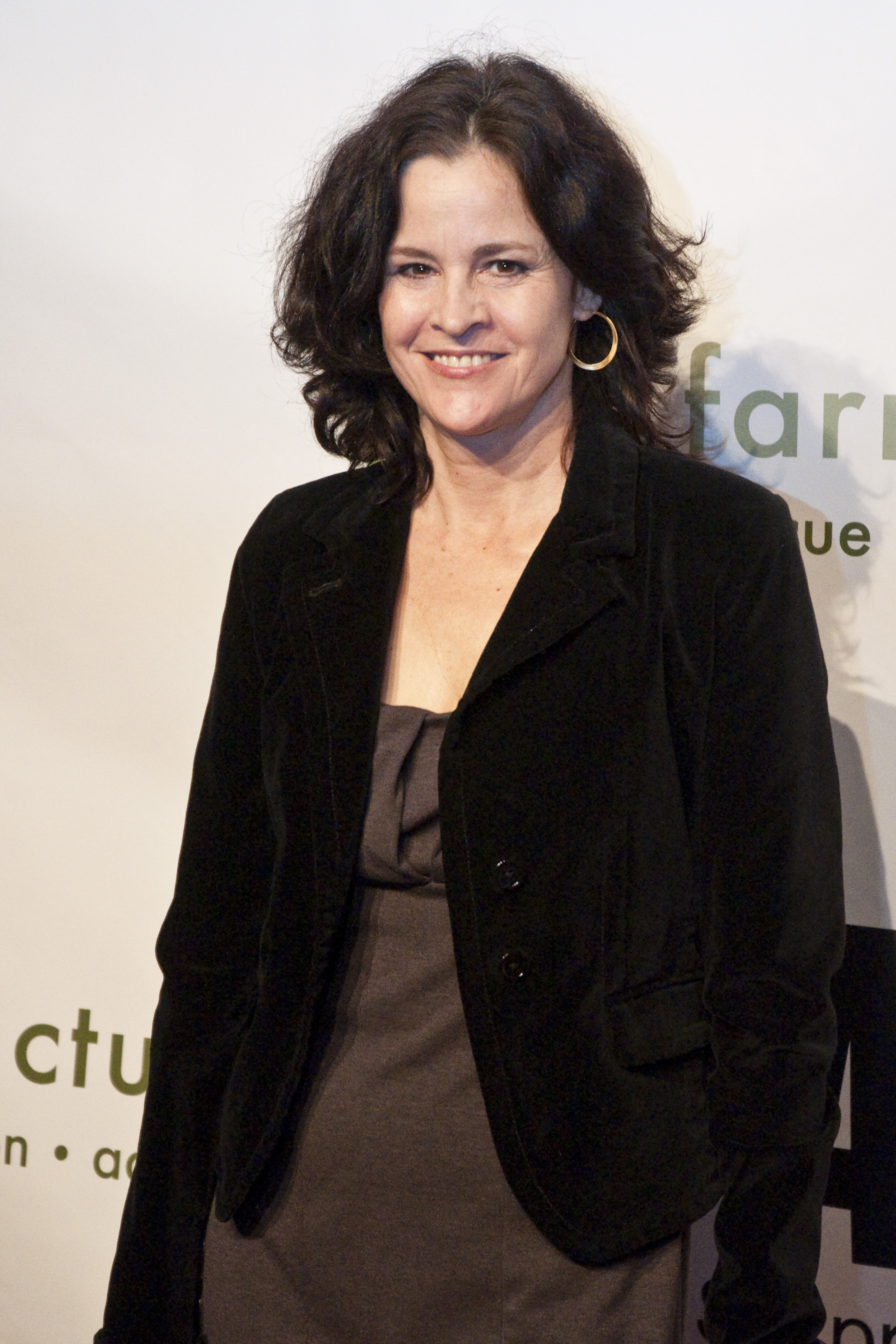
Ally Sheedy

Ally är ett smeknamn för till exempel Alice, Alexandra och Alison. Alternativa stavningar är Allie och Alli.
Det äldsta belägget för Ally i Sverige är från år 1880. Varianten Alli förekom redan 1843.
Den 31 december 2014 fanns det totalt 1 059 kvinnor folkbokförda i Sverige med namnet Ally, varav 511 bar det som tilltalsnamn.
Namnsdag i Sverige: saknas (1986-1992: 23 juni, 1993-2000: 8 september)

## Personer med namnet Ally
- Ally Sheedy, amerikansk författare och skådespelare
- Ally Walker, amerikansk skådespelare

## Fiktiva personer med namnet Ally
- Ally McBeal, huvudperson i amerikansk tv-serie med samma namn